# Yrjö Puhakka
Pour les articles homonymes, voir Puhakka.
1. Viljami Kalliokoski
2. Toivo Janhonen
3. Arvi Oksala
4. Pekka Heikkinen
5. Antti Kukkonen
6. Juho Niukkanen
7. Kyösti Kallio
8. Rudolf Holsti
9. Jalo Lahdensuo
10. Vihtori Vesterinen
11. Yrjö Puhakka
12. Kalle Kauppi
13. Urho Kekkonen

- et au fond Oiva Huttunen

Yrjö Wilhelm Puhakka (né le 5 septembre 1888 à Juuka et mort le 28 février 1971 à Helsinki) est un homme politique finlandais,,.

## Biographie
Puhakka est entre à l'université en 1907. Il obtient une maîtrise en 1910. Yrjö Puhakka étudie ensuite le droit et obtient son doctorat en droit en 1920. 
Il travaille comme avocat à Sortavala de 1913 à 1918. Yrjö Puhakka estmembre du conseil municipal de Sortavala, et maire de la ville de 1918 à 1919, après quoi il continue comme avocat jusqu'en 1922. Il est membre de l'état-major du district militaire de Carélie pendant la guerre civile finlandaise.
Yrjö Puhakka est élu député aux élections législatives finlandaises de 1927 dans la circonscription orientale de la province de Viipuri. Il est élu médiateur parlementaire le 1er février 1928 et il cesse d'être député. Son remplaçant au Parlement est Antti Vainio. Puhakka reviendra au Parlement aux élections législatives finlandaises de 1929.
De 1925 à 1937, Yrjö Puhakka est professeur de droit constitutionnel et administratif à l'école des sciences sociales. De 1930 à 1932 et de 1937 à 1942 il est secrétaire de la commission de droit parlementaire. de 1937 à 1958, il est conseiller juridique de la Confédération des employeurs finlandais et de 1945 à 1958 directeur général de la Confédération des employeurs finlandais.
Yrjö Puhakka est ministre de l'Intérieur du gouvernement Kivimäki et du gouvernement Kallio IV, puis ministre de la Justice du gouvernement Törngren pendant 169 jours en 1954.